# Jean-Marc Chéry
Pour les articles homonymes, voir Chéry (homonymie).
Jean-Marc Chéry, né le 5 juillet 1960 à Orléans, est le membre unique du Directoire et président-directeur général de ST Microelectronics depuis le 1er septembre 2019.

## Biographie
Son père est chargé de maintenance des grands ordinateurs.
Il est diplômé de l'École nationale supérieure d'arts et métiers (promotion 1983). Il commence sa carrière chez Matra dans les essais mécaniques, où il reste deux ans.
À partir de 1986, sa carrière se déroule dans le management des usines de Thomson Semiconducteurs (devenu STMicroelectronics). Il est directeur industriel de l'usine de Tours (1987-2001) qui fabrique des plaquettes de silicium, puis directeur de celle de Rousset (2001-2005). En 2006, il dirige des activités de fabrication de puces à Singapour. En 2008, il devient directeur technique du groupe, fonction qu'il cumule avec la direction de la production et de la qualité (2011), puis du numérique (2012). Il devient Chief Operating Officer (COO) en 2014.
Le 31 mai 2018, il succède à Carlo Bozotti (it) en qualité de membre unique du Directoire et président-directeur général de ST. Sa rémunération annuelle totale est alors fixée dans une fourchette allant de 0,8 million à 9 millions d'euros.
Il déclare, en 2020, que « l'Europe doit défendre la mondialisation ».

## Vie privée
Jean-Marc Chéry a trois filles. 

## Distinctions
Chevalier de la Légion d'honneur (2019).
Il est désigné par Usine Nouvelle comme industriel de l'année en 2022.